# جريمة رفيق
جريمة الرفيق هي شكل من أشكال الجرائم التي يُصادق فيها الجاني شخصًا ضعيفًا بقصد استغلاله ماليًا أو جسديًا أو جنسيًا. يستغل مرتكبو جرائم الكراهية عزلة ضحيتهم وضعفهم لكسب ثقته. وقد سلّطت الأبحاث الضوء على عوامل مشتركة بين جرائم الكراهية وجرائم الكراهية.
في الدعاية المتعلقة بالجرائم الزوجية، تنص مجموعة ترافورد للتكليف السريري على:
كثير من البالغين الضعفاء لديهم القليل من الأصدقاء، وبالنسبة لبعضهم، فإن وجود أي أصدقاء أفضل من عدم وجود أصدقاء على الإطلاق. تتمحور جرائم الشريك حول مسائل الثقة بالنفس وتقدير الذات لدى الشخص الضعيف. غالبًا ما يعتقد الأشخاص الضعفاء أنه من المقبول أن يستغلهم الآخرون، لأن هذا ما حدث لهم طوال حياتهم.
قد يُغرى ضحايا جرائم التوحد بارتكاب أفعال إجرامية بأنفسهم وتحمّل المسؤولية لحماية الجاني الحقيقي، مع أن الشخص الضعيف قد يفتقر إلى القدرة العقلية اللازمة لمعاملته كمجرم. وقد أشارت الجمعية الوطنية للتوحد إلى أن "العديد من المصابين بالتوحد يرغبون بشدة في تكوين صداقات، لكنهم قد يجدون صعوبة في معرفة أفضل السبل لبدء الصداقات والحفاظ عليها"، وبالتالي فهم معرضون لخطر إساءة معاملة ضحايا جرائم التوحد.
في عام 2011، وجدت مراجعة جدية لحالة بعد وفاة جيما هايتر "دليلاً واضحًا على أن هايتر كانت عرضة للإساءة، حيث كان من المعروف أنها عانت من "جرائم رفيقة" بانتظام على مدى بعض الوقت" ولاحظت أن "الافتقار العام إلى الدقة وتبادل المعلومات أدى إلى "عدد من الفرص الضائعة" لمعرفة ما كان يحدث بشكل عام في حياتها والشركة التي كانت تحتفظ بها ".
في المملكة المتحدة، تنصح دائرة الادعاء العام موظفيها بتجنب استخدام مصطلح "جريمة الشريك":
غالبًا ما يُصادق الأشخاص ذوو صعوبات التعلم أو مشاكل الصحة النفسية أشخاصًا يستغلونهم. وتستخدم بعض منظمات ذوي الإعاقة مصطلح "جريمة الزمالة" لرفع مستوى الوعي بهذه القضية. ولا يُقصد من سياسة خدمات حماية الطفل استخدام هذه العبارة لأنها قد تُسبب مزيدًا من الالتباس في المصطلحات، وقد تُربك الأشخاص ذوي صعوبات التعلم.
عندما يكون هناك شك في ارتكاب جريمة ضد الزوج، يجب إخطار الشرطة. يجب أيضًا اتباع الإجراءات المحلية لحماية البالغين المعرضين للخطر.

## روابط خارجية
- تحدي التغيير الحقيقي: الجريمة الزوجية: تحدي للشرطة ووكالات الحماية والعدالة الجنائية - جمعية التغيير الحقيقي.
- جريمة الكراهية والزواج - مينكاب.